# Języki bayono-awbono
Języki bayono-awbono – rodzina etnolektów papuaskich z indonezyjskiej prowincji Papua, używanych na południe od terytorium języków somahai (momina-momuna). Grupa ta obejmuje dwie odmiany klanowe, które są konwencjonalnie rozpatrywane jako dwa języki: bayono i awbono (kvolyab). Występują na południe od języków somahai. Nie zostały bliżej zbadane przez lingwistów. Według szacunków mają łącznie 200 użytkowników.
Jedyne materiały nt. bayono i awbono zostały zebrane w czasie pierwszych kontaktów z miejscową ludnością. Sporządzono tylko listy słownictwa, które nie pozwalają miarodajnie ustalić dalszych ich związków. Na poziomie leksyki wykazują odrębność od sąsiednich języków, niemniej występują pewne elementy, które mogą łączyć je z rodzinami ok i greater awyu. Ponadto formy zaimków są zgodne ze specyfiką rodziny transnowogwinejskiej. Pawley i Hammarström (2018) nie wyrokują o dalszej przynależności grupy bayono-awbono.
Wstępne dane leksykalne, wraz z pewnymi przykładami zdań, zgromadzili Mark Donohue i Phyllis Hischier. Z dostępnych informacji wynika, że oba języki pozostają w użyciu i są przekazywane międzypokoleniowo; ponadto nieliczne materiały słownikowe zostały pozyskane w sposób monolingwalny.
Wilbrink (2004) wyróżnia cztery odmiany językowe:
- bayono (enamesi, swesu), kovojab (kvolyab, kopoyap)
- awbono, densar